# Intrinsieke viscositeit
De intrinsieke viscositeit van een oplossing is een maat voor de bijdrage van de opgeloste stof aan de viscositeit van een oplossing. De grootheid wordt gebruikt om polymeren te karakteriseren, omdat de viscositeit samenhangt met de grootte van de polymeermoleculen en dus, voor lineaire moleculen, met hun moleculaire massa. Bovendien is viscositeit gemakkelijk te meten.

## Definitie
De definitie van de intrisieke viscositeit {\displaystyle \left[\eta \right]} is:
{\displaystyle \left[\eta \right]=\lim _{c\rightarrow 0}{\frac {\eta -\eta _{0}}{c\eta _{0}}}}
Hierin is:
{\displaystyle c} de volumefractie van het opgeloste polymeer;
{\displaystyle \eta } de viscositeit van de polymeeroplossing;
{\displaystyle \eta _{0}} de viscositeit van het zuivere oplosmiddel.
De intrinsieke viscositeit is dus de relatieve toename van de viscositeit van de oplossing t.o.v. die van het oplosmiddel, bij oneindige verdunning.
In de bovenstaande definitie wordt de intrinsieke viscositeit uitgedrukt als een dimensieloos getal. In de praktijk gebruikt men vaak voor {\displaystyle c} de massaconcentratie van het polymeer, bijvoorbeeld uitgedrukt in gram per liter, en dan wordt de intrinsieke viscositeit uitgedrukt in liter per gram.

## Verband tussen intrinsieke viscositeit en moleculaire massa
Voor polymeren is dit verband gegeven door de vergelijking van Mark-Houwink:
{\displaystyle \left[\eta \right]=K.{M_{v}}^{a}}
. {\displaystyle M_{v}} is de viscositeitsgemiddelde molmassa van het polymeer, gedefinieerd als:
{\displaystyle M_{v}=({\frac {\sum _{i}n_{i}{M_{i}}^{1+a}}{\sum _{i}{n_{i}M_{i}}}})^{1/a}}
met {\displaystyle n_{i}} het aantal moleculen met de i-de molmassa {\displaystyle M_{i}}.
K en a zijn constanten, die afhankelijk zijn van het soort polymeer en oplosmiddel en van de temperatuur. Ze zijn terug te vinden in referentiewerken. Men kan ze experimenteel bepalen door een reeks metingen van de intrinsieke viscositeit uit te voeren met standaardmonsters met bekende molmassa en een smalle, bijna monodisperse molmassaverdeling. In dubbellogaritmische weergave krijgt men volgens de logaritmische vorm van de vergelijking van Mark-Houwink:
{\displaystyle \log \left[\eta \right]=\log K+a.\log {M_{v}}}
een rechte met helling a en nulpunt {\displaystyle \log K}.